# Paraptecticus luctuosus
Paraptecticus luctuosus är en tvåvingeart som beskrevs av Lindner 1938. Paraptecticus luctuosus ingår i släktet Paraptecticus och familjen vapenflugor.
Artens utbredningsområde är Kongo. Inga underarter finns listade i Catalogue of Life.